# Olek
Агата Олексяк, відома як Олек (нар. 5 квітня 1978) — американська художниця польського походження, живе у Нью-Йорку, відома своїми роботами, скульптурами та інсталяціями, зв'язаними гачком. Вона також відома як один з піонерів в'язаного графіті у Європі. Вона покриває в'язаним полотном будівлі, скульптури, людей, простори, наприклад, в'язані велосипеди, машини та навіть потяги. Її роботи виставлялися у США, Великій Британії, Німеччині, Бразилії, Туреччині, Франції, Італії, Польщі та Коста-Риці. Вона підтримує рух за права жінок, ідеї гендерної рівності та свободи висловлювання.

## Раннє життя та кар'єра
Олек здобула вищу освіту за напрямом культурологія в університеті Адама Міцкевича у Познані у 2000 році. Потім навчалася в коледжі LaGuardia, де отримала нагороду Національного мистецького клубу за скульптуру. Її ранні роботи включали скульптури, костюми та надувні конструкції.
Олек вперше використала в'язання у мистецькій діяльності у 2003 році після переїзду до США. У 2004 році створила великий шатроподібний виріб, зв'язавши тканину, волосся, касетну стрічку та опудала, який використовувався для вистави.

## Вибрані твори
Для своєї першої персональної виставки «Knitting is for Pus ****», яка проходила в нью-йоркській «Christopher Henry Gallery», Агата Олек покрила практично кожен квадратний сантиметр поверхні різнобарвним в'язанням.
У 2010 у лондонській художній галереї Tony вона представила повністю в'язану кімнату.
Наприкінці грудня 2010 року Олек обв'язала скульптуру «Charging Bull» на Волл-стріт як данину Arturo Di Modica, який встановив скульптуру без дозволу. Наглядачі парку зняли вбрання зі статуї через дві години.
У 2016 році, за допомогою сирійських та українських жінок, більшість з яких були біженками, Агата обв'язала двоповерховий будинок рожевою пряжею. Ця інсталяція була представлена у Verket, музей в Авесті. Також було обв'язано 100-річний будинок у Керава, що був підірваний під час війни у 1939—1940 роках.